# Poneto (Indiana)
Poneto es un pueblo ubicado en el condado de Wells en el estado estadounidense de Indiana. En el Censo de 2010 tenía una población de 166 habitantes y una densidad poblacional de 552,53 personas por km².

## Geografía
Poneto se encuentra ubicado en las coordenadas 40°39′26″N 85°13′20″O / 40.65722, -85.22222. Según la Oficina del Censo de los Estados Unidos, Poneto tiene una superficie total de 0.3 km², de la cual 0.3 km² corresponden a tierra firme y (0.86%) 0 km² es agua.

## Demografía
Según el censo de 2010, había 166 personas residiendo en Poneto. La densidad de población era de 552,53 hab./km². De los 166 habitantes, Poneto estaba compuesto por el 99.4% blancos, el 0% eran afroamericanos, el 0.6% eran amerindios, el 0% eran asiáticos, el 0% eran isleños del Pacífico, el 0% eran de otras razas y el 0% pertenecían a dos o más razas. Del total de la población el 1.81% eran hispanos o latinos de cualquier raza.